# Superstars
Pour les articles homonymes, voir Superstar.
Superstars est le second roman de la romancière Ann Scott, publié aux éditions Flammarion en 2000.

## Résumé
Ce roman qui se déroule à Paris, sur fond de boîtes de nuit, de sexe débridé et de drogues de toutes sortes, dépeint le quotidien désargenté mais optimiste de trois amies artistes et colocataires en attente de reconnaissance artistique. Alors qu'elle va avoir trente ans, Louise, le personnage principal, se retrouve brusquement face à un dilemme. Il y a quelques années, elle a abandonné sa vie de bassiste de rock pour devenir dj de techno. En intégrant le monde de la musique électronique, elle est aussi passée de l'hétérosexualité à la bisexualité et finalement devenir exclusivement lesbienne. Un matin, sans comprendre pourquoi, elle se réveille prise de nostalgie pour son passé, pour ses goûts musicaux d'alors et ses aventures masculines qui allaient avec. Elle se demande alors si depuis quelque temps elle ne ferait pas fausse route dans la direction que sa vie a prise.

## Commentaire
Premier roman consacré à la culture techno, Superstars a donné lieu à diverses thèses d'étudiants.
Toute une génération s'est retrouvée dans l'errance de Louise qui hésite entre rock et techno, et hétérosexualité et homosexualité.
Ce roman rend hommage à la musicienne DJ Sextoy (Delphine Palatsi) décédée deux ans plus tard en février 2002. On y retrouve également des deejays mondialement reconnus tels que Jeff Mills, Kevin Saunderson, Derrick May, The Hacker, Manu Le Malin, Atari Teenage Riot, Herbert, DJ Hell, Laurent Garnier et la défunte Liza N'Eliaz. Un hommage est aussi rendu aux Rolling Stones, et en particulier à leur guitariste Keith Richards ainsi qu'à des musiciens de la période punk américaine de la fin des années 1970 tels que Johnny Thunders ou The Ramones.
Ann Scott a été vivement critiquée par des associations gay et lesbiennes pour avoir déclaré sur le plateau de l'émission Nulle part ailleurs : « Autant la bisexualité est un équilibre naturel pour moi, autant l'homosexualité ne me réussit pas et s'est toujours avérée plus ou moins pathologique pour moi. »

## Parutions
- Éditions Flammarion, octobre 2000  (ISBN 9-782080-678379)
- Éditions J'ai lu, avril 2002  (ISBN 978-2-290-31816-4)